# Djurgårdsstrand

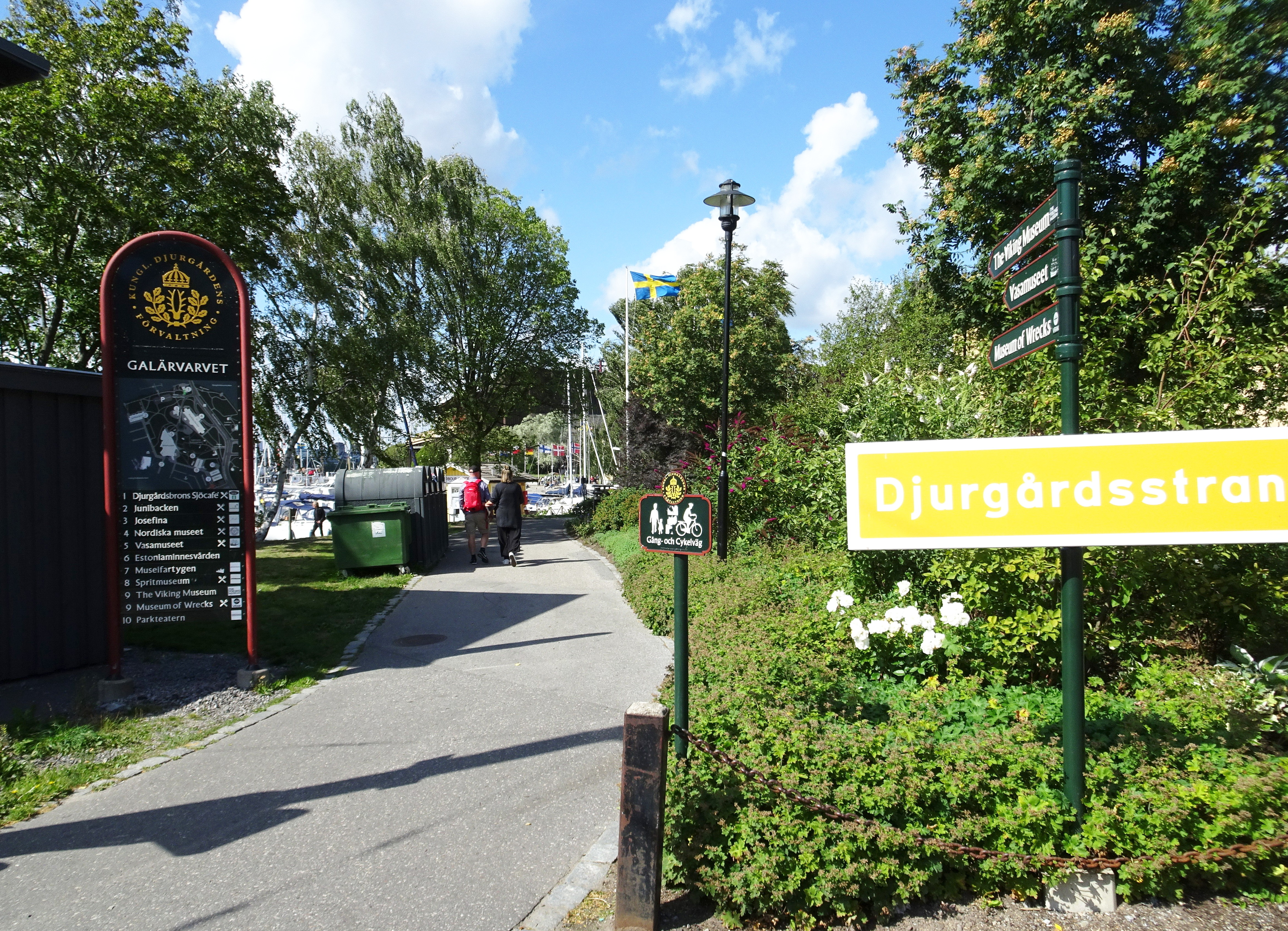
Djurgårdsstrand, augusti 2021.

Djurgårdsstrand är en kaj och gata på Södra Djurgården i Stockholm. Namnet föreslogs 1915, men det var först 2021 som Stockholms stad fastställde namnet. Djurgårdsstrand invigdes officiellt den 3 juni 2021 med nya gatuadresser till inrättningarna längs gatan som sträcker sig från Junibacken i norr till Alkärret i söder.

## Sevärdheter
Längs Djurgårdsstrand ligger flera museer och sevärdheter (från norr till söder):
- Junibacken
- Vasamuseet
- Galärvarvet
- Galärvarvskyrkogården
- Dyktankhuset
- Spritmuseum
- Vikingaliv
- Vrak – Museum of Wrecks

Tidigare fanns här även båtsamlingen i Båthall 2 som flyttades till Rindö 2017 och öppnades 2018 i Båtmagasinet på Rindö.

## Bilder

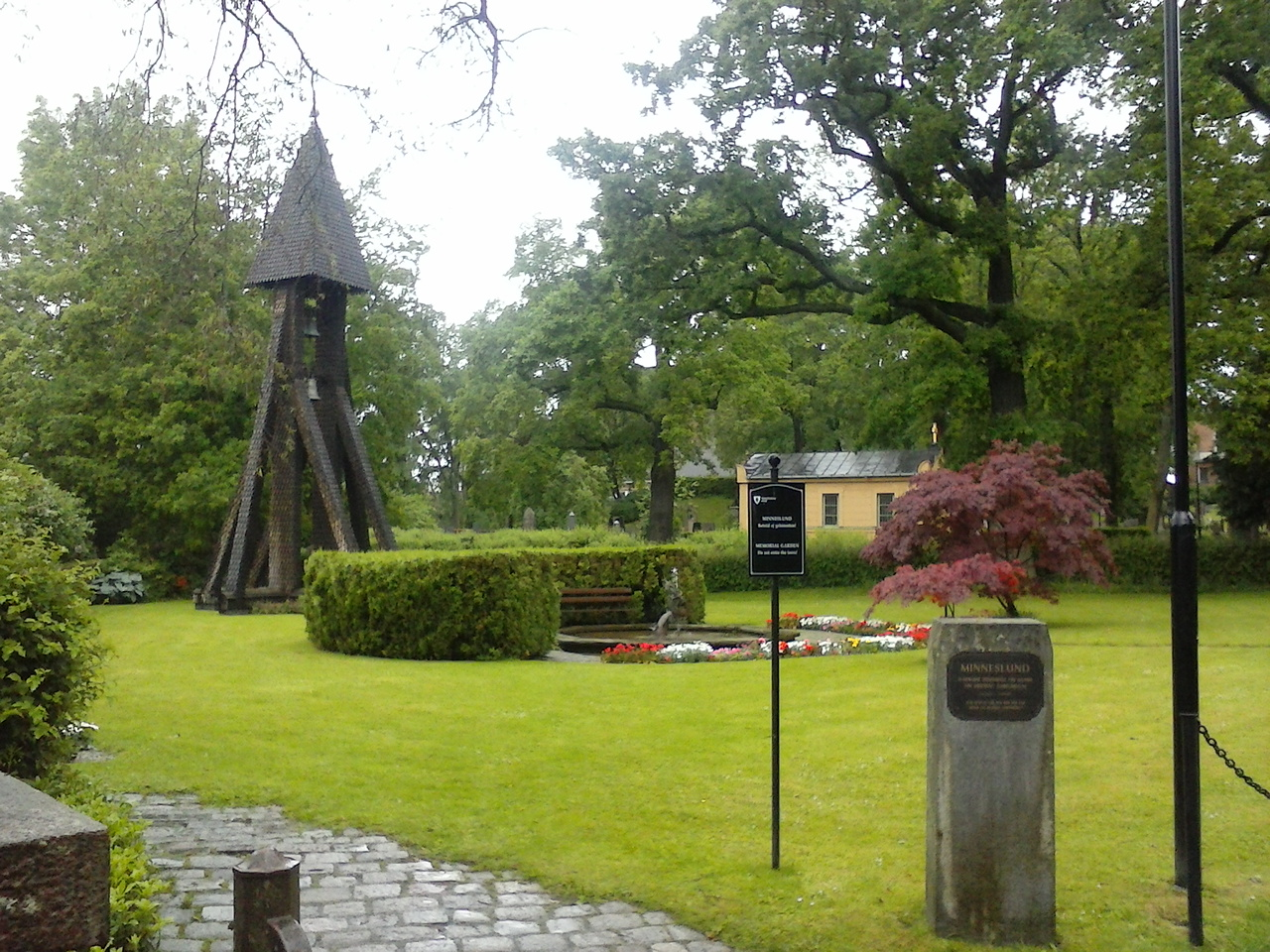
Galärvarvskyrkogården.
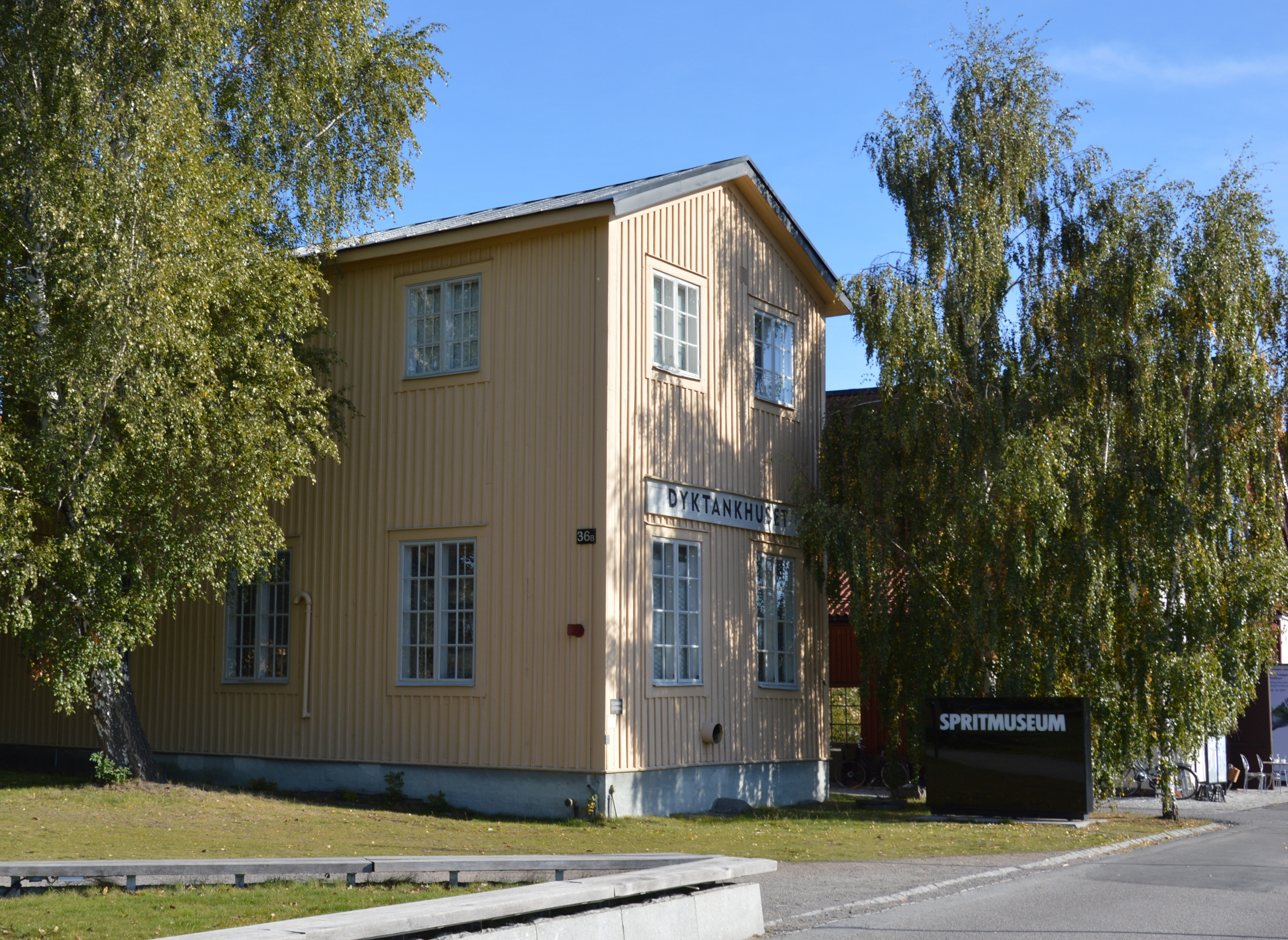
Dyktankhuset.
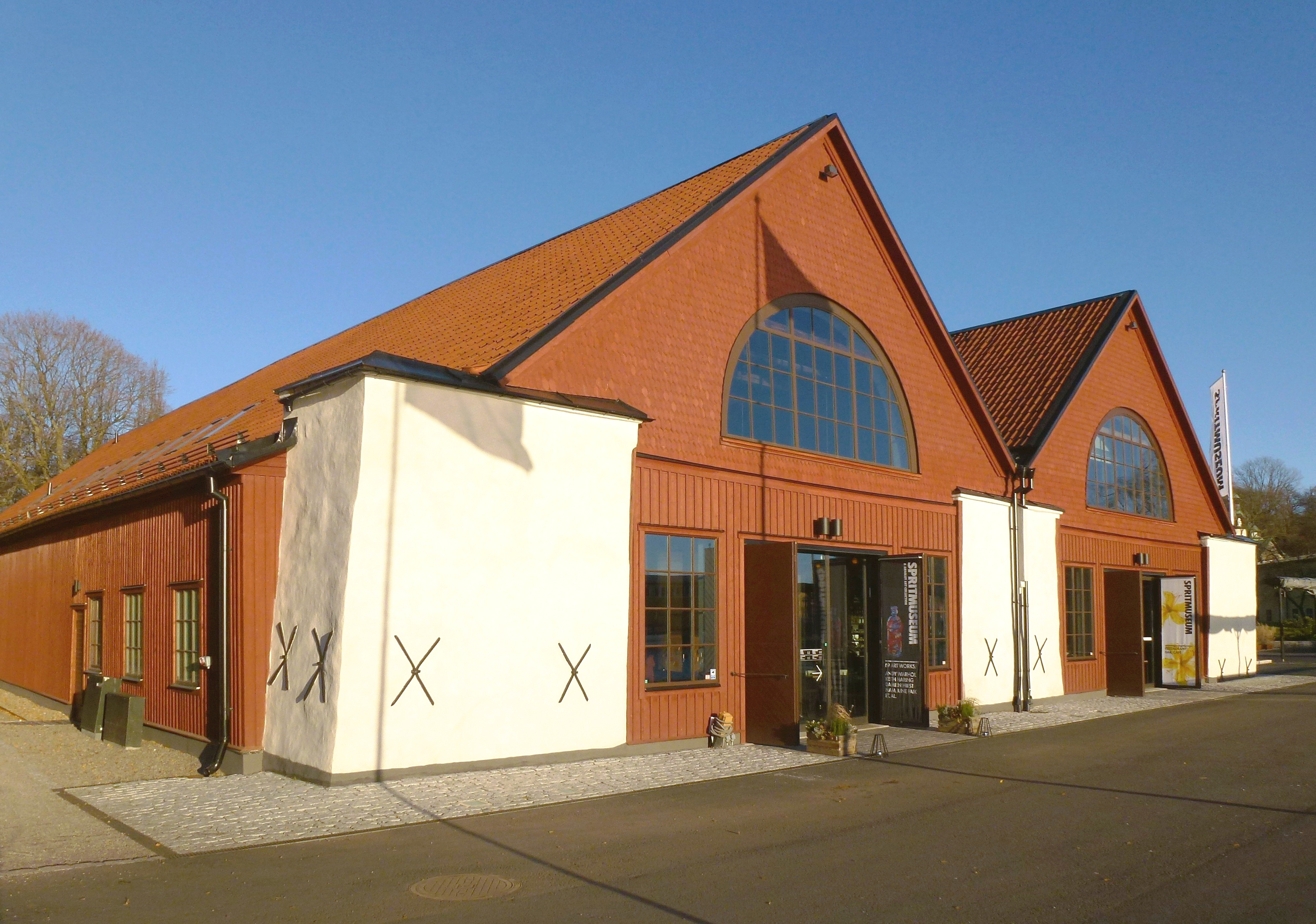
Spritmuseum.
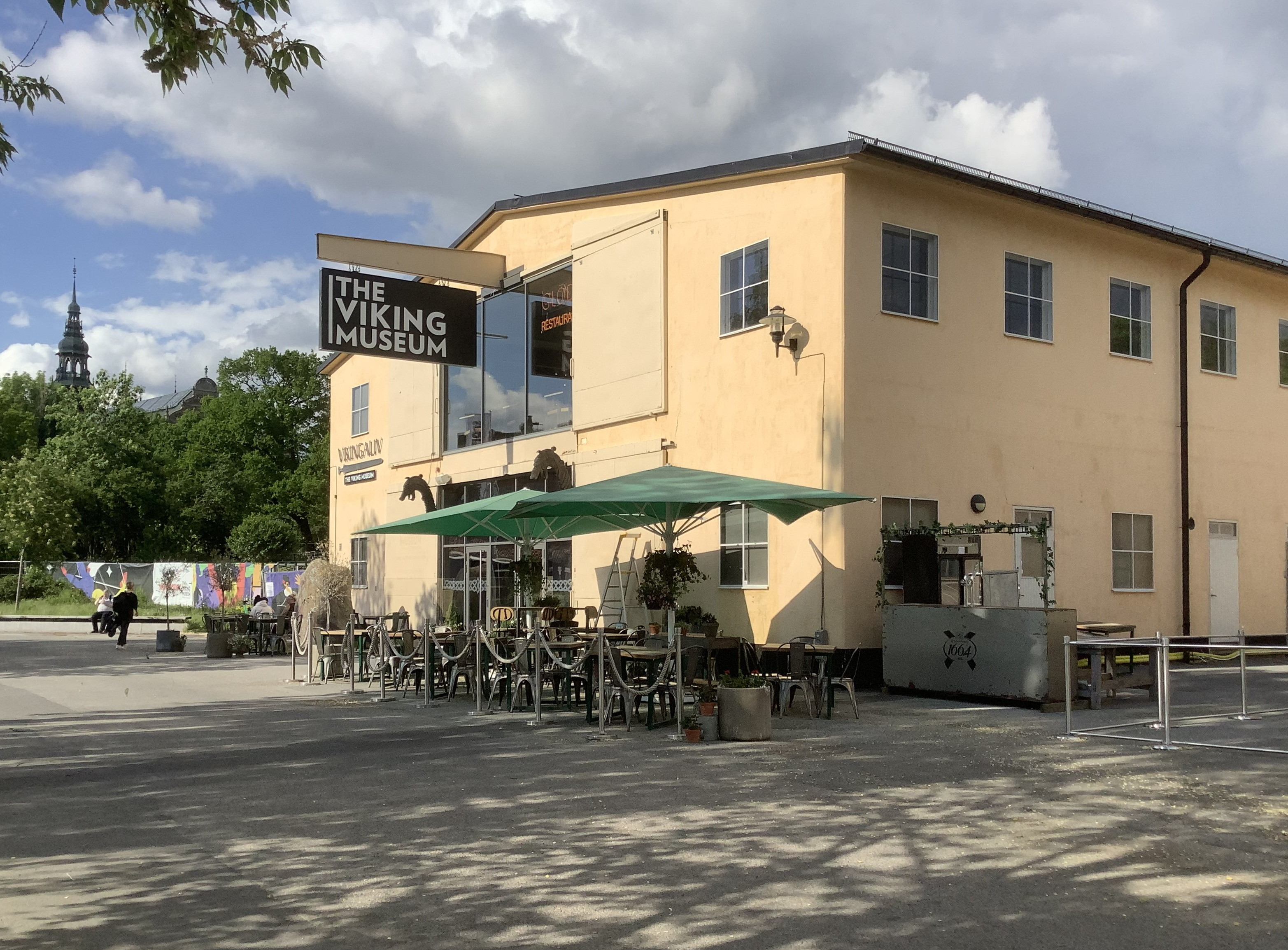
Vikingaliv.
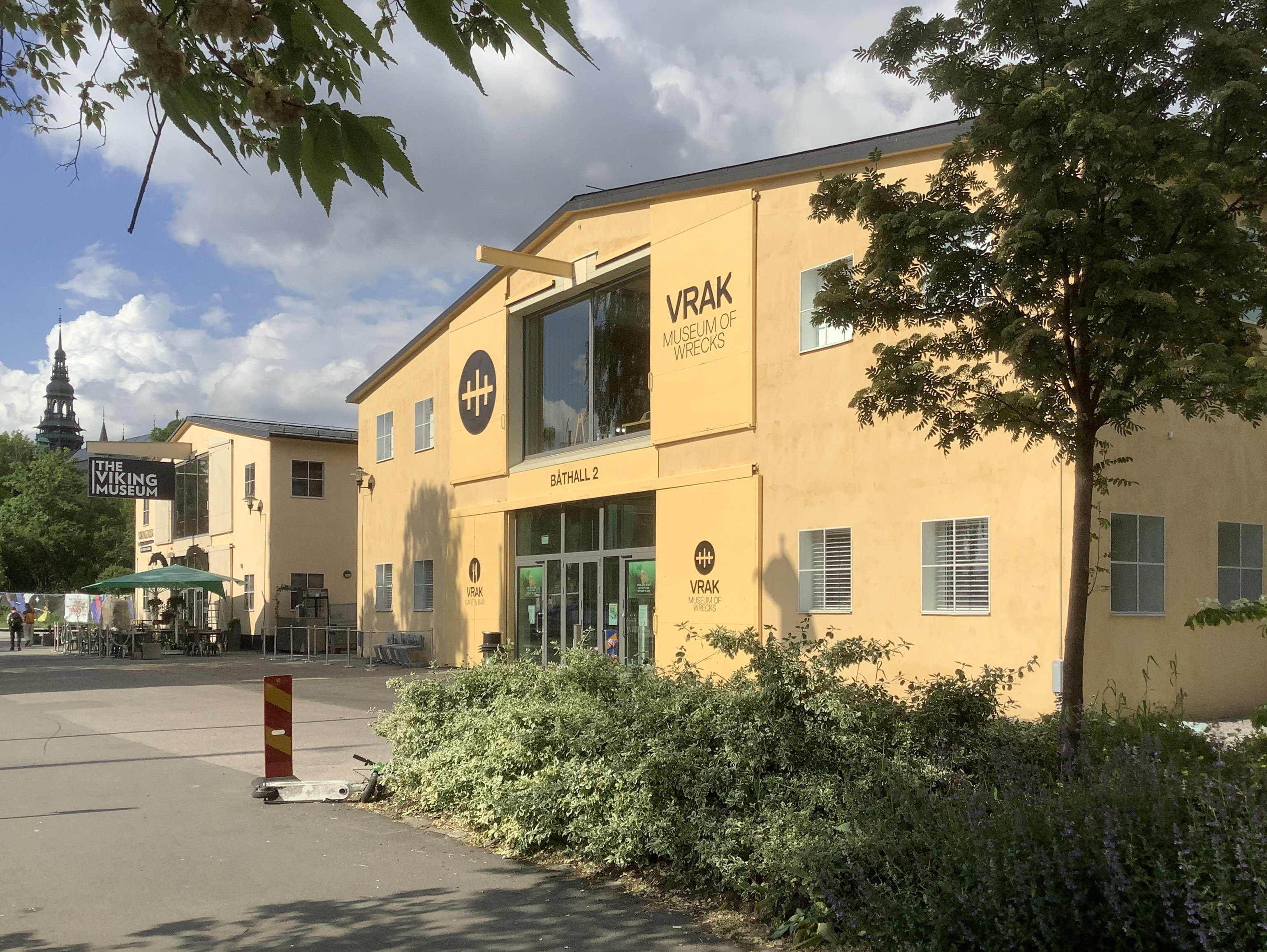
Vrak – Museum of Wrecks.